# Sarcophaga transpyrenaica
Sarcophaga transpyrenaica är en tvåvingeart som beskrevs av Povolny 1995. Sarcophaga transpyrenaica ingår i släktet Sarcophaga och familjen köttflugor.
Artens utbredningsområde är Spanien. Inga underarter finns listade i Catalogue of Life.